# Baume d’Oullins

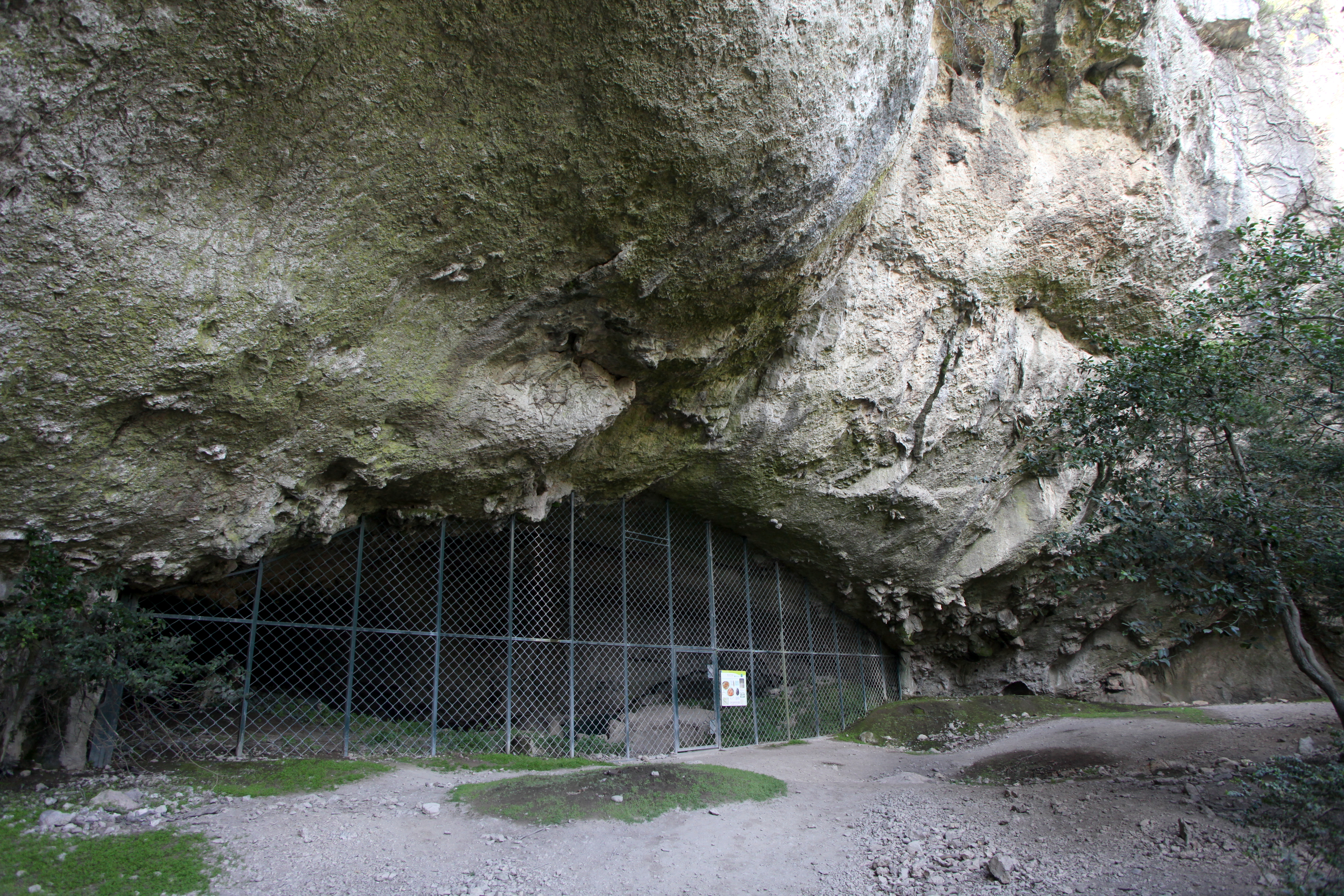
Baume d’Oullins

Ort des Solutréen – Baume d’Oullins ist 13

Die Baume d’Oullins (auch Baume d’Oulen genannt) ist eine prähistorische Höhle, die 1896 von Paul Raymond entdeckt wurde. Sie liegt am rechten Ufer der Ardèche im äußersten Osten des Gemeindegebiets von Labastide-de-Virac im Département Ardèche und Le Garn im Département Gard. Die Höhle befindet sich im nationalen Naturschutzgebietes der Ardèche-Schluchten (Réserve naturelle nationale des gorges de l’Ardèche).
Die Höhle, die sich nach Norden durch ein etwa 50,0 m breites und 15,0 m hohes Portal öffnet, besteht aus einer Eingangshalle und einem inneren Raum, der Gravierungen und Höhlenmalereien enthält. Die Baume d’Oullins wurde im Mittelpaläolithikum (Moustérien), Jungpaläolithikum (Gravettien, Solutréen, Magdalénien) und Neolithikum von Menschen genutzt. Sie weist neben der Grotte de la Salpêtrière die wichtigste Stratigraphie des Jungpaläolithikums des Rhonetals auf.
Die Stufe 10 der Ausgrabung von Jean Combiers, die dem oberen Solutréen folgt, ergab eine Industrie, die der Forscher „Rhodanian“ nannte. In Ermangelung einer vergleichbaren Ebene, die diesen Horizont bestätigt, bleibt der Begriff für den Moment offen. Jüngere Ausgrabungen von Frédéric Bazile haben es ermöglicht, die verschiedene Niveaus zu datieren, insbesondere das Obere Solutréen auf 21.000 bis 20.000 v. Chr.
Die Wände der Höhle enthalten Gravuren und Bilder aus der Altsteinzeit, die unter anderem stilisierte Mammute darstellen.
Die seit 1911 unter Denkmalschutz gestellte Höhle ist seit 1981 für die Öffentlichkeit geschlossen.